# Hôtel Chappedelaine
L'hôtel Chappedelaine est un hôtel particulier de Mayenne.

## Description
L'hôtel est situé au 11 de la place Cheverus, à l'arrière de la Barre ducale, qui servit un temps d'hôtel de ville. Le bâtiment est reconnaissable à sa tourelle en encorbellement encore visible. Parmi les membres de la famille qui a donné son nom à l'hôtel et qui en furent résidents on trouve : René-Gilbert de Chappedelaine (1679-1730), juge civil de Mayenne en 1706, et son petit-fils Jean-René de Chappedelaine.
La tourelle d'angle et la lucarne du XVIe siècle sont inscrites au titre des monuments historiques par arrêté du 10 avril 1929.